# Cisco Webex

## Cisco Webex
Cisco Webex je američka kompanija koja se bavi razvojem i prodajom aplikacija za web konferencije, videokonferencije i aplikacija za kontakt centre. Osnovana je kao WebEx 1995. godine, a Cisco Systems je preuzima 2007. godine. Sedište kompanije se nalazi u San Hozeu, u Kaliforniji.
U okviru Cisco Systems korporacije, a u kolaboraciji sa Webexom, postoje i još neka softverska rešenja poput:
- Webex App;
- Webex Suite;
- Webex Meetings;

- Webex Messaging;
- Webex Calling;
- Webex Contact Center;
- Webex Devices.

## Istorijat
Subrah Ijara i Mina Zhua osnivaju WebEx 1995. godine. Kompanija se pojavljuje na berzi u julu 2000. godine. WebEx se uvrstio na NASDAQ National Market, a zatim na NASDAQ Global Select Market kada je taj tržišni segment uveden 2006. godine.

## Razvoj i servisi
Kompanija je 2005. godine preuzela  „Intranets.com”, čime je ušla na tržište malih i srednjih preduzeća sa korisničkom bazom koja broji manje od 100 zaposlenih. „Intranets.com” je omogućio pružanje alata za onlajn saradnju kao što su forumi za diskusiju, deljenje dokumenata i kalendara, dok je svojim korisnicima omogućio pristup Webex komunikacionom okruženju.
Prilikom akvizicije, sve Webex aplikacije su bile izgrađene na MediaTone platformi i podržane Webex MediaTone mrežom (prvobitno nazvanom Webex Interactive Network), globalnom mrežom namenjenom za rad sa programima koji funkcionisu po principu zahteva. Mrežu je dizajnirao glavni mrežni arhitekta Webexa Šon Brajant, dok je mrežni arhitekta Zaid Ali Sr dizajnirao jedan od prvih SaaS (Software as a Service) platformi na internetu.
America Online (AOL) i Webex su 21. februara 2006. godine najavili planove za lansiranje poslovne verzije AOL instant messaging softvera AIM Pro, koja je uključivala dodatne funkcije za pomoć zaposlenima u zajedničkom radu koristeći Webex alate.
Cisco 26. septembra 2006. godine najaviljuje planove za pružanje mrežne platforme za saradnju nazvane „Webex Connect”.
Cisco je 17. novembra 2014. godine najavio evoluiranu verziju Webexa, nazvanu Project Squared, koja se potom 17. marta 2015. transformise u Cisco Spark.
Tokom pandemije COVID-19, 15. maja 2020. godine, finansijska direktorka Cisco-a Keli Kramer izvestila je da su u aprilu 2020. godine imali 500 miliona učesnika sastanaka, što je iznosilo 25 milijardi minuta sastanaka, koristeći njihovu aplikaciju za video-konferencije Webex.
Cisco je 26. oktobra 2021. godine lansirao ažuriranje koje ima za cilj poboljšanje virtuelnih i hibridnih ličnih sastanaka i događaja, koristeći tehnologiju podržanu veštačkom inteligencijom.

## Akvizicija
Kompanija je 2005. godine preuzela Intranets.com, što joj je omogućilo ulazak na tržište malih i srednjih preduzeća putem baze korisnika sa manje od 100 zaposlenih. Preuzimanjem je stekla mogućnost da nudi alate za onlajn saradnju kao što su forumi za diskusiju, deljenje dokumenata i kalendarisanje, dok je Intranets.com omogućio pristup Webex komunikacionom okruženju za svoje korisnike.
Cisco Systems je 15. marta 2007. godine najavio akviziciju WebEx-a za 3,2 milijarde dolara. Cisco je izjavio da je dugoročni plan da integriše WebEx kako na tehnološkom tako i na prodajnom nivou.
BabbleLabs je kompanija koju je Cisco aktivizirao u oktobru 2020. godine. BabbleLabs je kompanija fokusirana na poboljšanje kvaliteta zvuka u virtualnim sastancima putem tehnologija za otklanjanje buke i poboljšanje govora zasnovanih na veštačkoj inteligenciji. Ova akvizicija je bila usmerena na poboljšanje iskustva virtuelnih sastanaka unutar WebEx platforme.
U februaru 2021. godine Cisco je akvizirao Imimobile, kompaniju koja pruža rešenja za komunikacijske platforme. Ova akvizicija je imala za cilj da ojača Ciscov WebEx portfolio za saradnju integracijom CPaaS sistema sa mogućnostima imimobile-a, poboljšavajući usluge komunikacije koje se nude putem WebEx-a.
Ove akvizicije odražavaju strategiju Cisca za proširenje i unapređenje WebEx platforme integracijom komplementarnih tehnologija i širenjem tržišnog dosega.

## Istrage i pravni sporovi

### Istraga za prevaru sa hartijama od vrednosti protivGoldman Sačsa
Kao rezultat istrage za prevaru sa hartijama od vrednosti koju su pokrenuli U.S. Securities and Exchange Commission (SEC) i različiti državni tužioci, Goldman Sačs se suočio sa optužbama da je izdavao neispravna istraživanja, uključujući pokrivanje WebEx-a, kao i kršenja propisa o Initial public offering - IPO (inicijalna javna ponuda) u periodu od 1999. do 2001. godine. Navodno, menadžment WebEx-a je diktirao analitičarima Goldman Sačsa šta treba, a šta ne treba da bude uključeno u istraživanjima. WebEx tvrdi da su informacije njihovog menadžmenta bile tačne. Druga optužba protiv Goldman Sačsa se odnosi na kršenje Zakona o hartijama od vrednosti prilikom raspodele akcija u inicijalnoj javnoj ponudi WebEx-a.

### Tužba Raindance-a zbog povrede patenta
Dana 27. septembra 2005. godine WebEx je tužio konkurentsku firmu Raindance Communications zbog povrede patenata. Dana 14. oktobra 2005. godine Raindance je podneo protivtužbu protiv WebEx-a zbog povrede patenata. Obe strane su tražile naknadu štete i zabranu daljeg kršenja patenata. Dana 31. marta 2006. godine strane su se dogovorile da povuku obe tužbe, otpuste zahteve za prošle povrede, izmire plaćanja vezana za te povrede i uzajamno se licenciraju za korišćenje patenata. Sporazum je rezultirao time da je WebEx dobio milion dolara od Raindance-a.

### Webex danas
Danas Webex nudi brojne mogućnosti, servise  softverska rešenja za različite potrebe. Neka od njih su:
- Webex Meetings - za održavanje sastanaka;
- Webex Calling - za pozive;
- Webex Messaging - za poruke;
- Webex Webinars - za onlajn seminare, tzv. vebinare;
- Webex Events - za događaje;
- Webex Video Messaging - za video poruke;
- Webex Polling - za potrebe kvizova i interaktivnih sadržaja;
- Webex Whiteboarding - za potrebe kreiranja i brejnstorminga.

Takođe, Webex nudi i različita radna okruženja:
- Individual Spaces - za individualni rad nezavisno od tipa računara;
- Meeting Rooms - pruža pametno iskustvo u bilo kojoj sobi za sastanke;
- Learning & Community Spaces - iskustvo visokog nivoa za potrebe specijalističkog okruženja.

Webex, takođe, u ponudi ima i rešenja za korisnička iskustva:
- Cloud Contact Center - u pitanju je inteligentna digitalna komunikacija između klijenata i pružaoca usluga;
- CPaaS - automatizovana komunikacijska platforma za rad sa klijentima.[22]